# Centrolene geckoideum
Centrolene geckoideum (Jiménez de la Espada, 1872) è un anfibio anuro appartenente alla famiglia Centrolenidae endemico della Colombia e dell'Ecuador.